# Deuterocopus socotranus
Deuterocopus socotranus là một loài bướm đêm thuộc họ Pterophoridae. Nó được tìm thấy ở Ấn Độ và Sri Lanka tới Đài Loan và Nhật Bản và qua đông nam Á tới New Guinea và Úc, ở đó nó có ở Townsville tới Brisbane ở Queensland. Nó cũng có mặt ở Châu Phi (bao gồm Nigeria), Oman và Jemen.

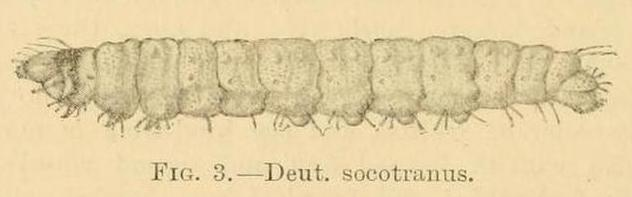
Sâu bướm

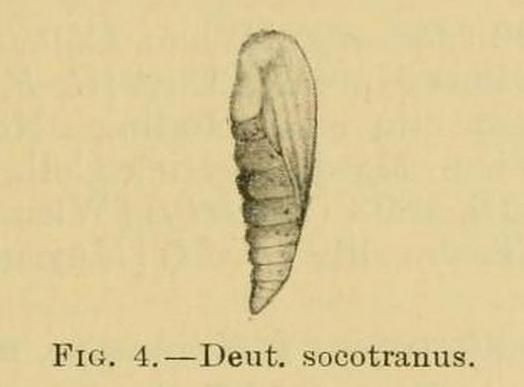
Nhộng

Sải cánh dài khoảng 20 mm. Cánh có màu cam, với nhiều thùy.
Ấu trùng ăn các loài Vitis lanata, Vitis quadrangularis, Vitis quinquangularis và Cayratia trifolia.